# Parijs-Roubaix 2021
De 118e editie van de wielerwedstrijd Parijs-Roubaix werd gereden op 3 oktober 2021. De koers maakt deel uit van de UCI World Tour 2021. Titelverdediger was Philippe Gilbert; hij werd opgevolgd door de Italiaans en Europees kampioen Sonny Colbrelli. Vanwege de coronapandemie kon de editie van 2020 en de geplande editie in het voorjaar van 2021 niet doorgaan. Op 2 oktober werd de allereerste editie bij de vrouwen gereden met de Britse Elizabeth Deignan als winnares.

## Mannen

### Parcours

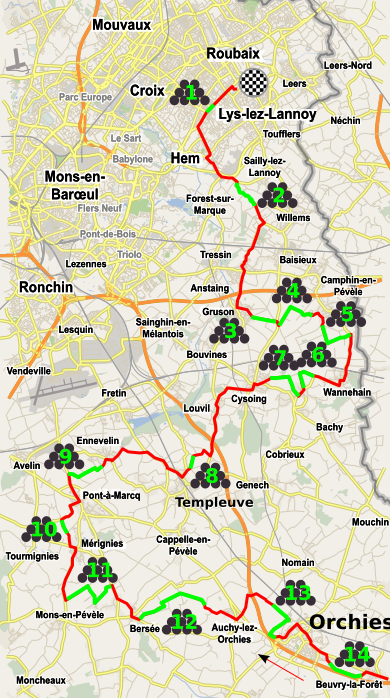
Laatste kasseistroken tot Roubaix.

Het parcours is met 257 km even lang als twee jaar geleden. Er zijn in 2021 30 kasseistroken opgenomen in het parcours met een totale afstand van 54,5 km. 
Dit is bijna een kopie van het parcours van de afgelopen jaren. Na de eerste strook van Troisvilles naar Inchy, zijn er enkele wijzigingen. Vanaf strook 22 zijn er geen wijzigingen.
| Sector | Kilometer | Naam                                   | Lengte (km) | Zwaarte |
| ------ | --------- | -------------------------------------- | ----------- | ------- |
| 30     | 96,3      | Troisvilles naar Inchy                 | 0,9         | 2       |
| 29     | 102,8     | Viesly naar Qiuévy                     | 1,8         | 3       |
| 28     | 105,4     | Qiuévy naar Saint-Python               | 3,7         | 4       |
| 27     | 110,1     | Saint-Python                           | 1,5         | 2       |
| 26     | 116,6     | Haussy naar Saint-Martin-sur-Écaillon  | 0,8         | 3       |
| 25     | 120,9     | Saint-Martin-sur-Écaillon naar Vertain | 2,3         | 3       |
| 24     | 127,3     | Capelle naar Ruesnes                   | 1,7         | 3       |
| 23     | 136,3     | Artres naar Quérénaing                 | 1,6         | 3       |
| 22     | 138,1     | Quérénaing naar Maing                  | 2,5         | 3       |
| 21     | 141,2     | Maing naar Monchaux-sur-Écaillon       | 1,6         | 3       |
| 20     | 154,2     | Haveluy naar Wallers                   | 2,5         | 4       |
| 19     | 162,4     | Trouée d'Arenberg                      | 2,3         | 5       |
| 18     | 168,4     | Wallers naar Hélesmes                  | 1,6         | 3       |
| 17     | 175,2     | Hornaing naar Wandignies               | 3,7         | 4       |
| 16     | 182,7     | Warlaing naar Brillon                  | 2,4         | 3       |
| 15     | 186,2     | Tilloy naar Sars-et-Rosières           | 2,4         | 4       |
| 14     | 192,5     | Beuvry-la-Forêt naar Orchies           | 1,4         | 3       |
| 13     | 197,5     | Orchies                                | 1,7         | 3       |
| 12     | 203,6     | Auchy-lez-Orchies naar Bersée          | 2,7         | 4       |
| 11     | 209,1     | Mons-en-Pévèle                         | 3,0         | 5       |
| 10     | 215,1     | Mérignies naar Avelin                  | 0,7         | 2       |
| 9      | 218,5     | Pont-Thibaut naar Ennevelin            | 1,4         | 3       |
| 8      | 224,4     | Templeuve naar L'Epinette              | 0,2         | 1       |
| 8bis   | 224,6     | Templeuve (Moulin-de-Vertain)          | 0,5         | 2       |
| 7      | 230,8     | Cysoing naar Bourghelles               | 1,3         | 3       |
| 6      | 233,3     | Bourghelles naar Wannehain             | 1,1         | 3       |
| 5      | 237,8     | Camphin-en-Pévèle                      | 1,8         | 4       |
| 4      | 240,5     | Carrefour de l'Arbre                   | 2,1         | 5       |
| 3      | 242,8     | Gruson                                 | 1,1         | 2       |
| 2      | 249,5     | Willems naar Hem                       | 1,4         | 3       |
| 1      | 256,3     | Roubaix (Espace Charles Crupelandt)    | 0,3         | 1       |

### Uitslag
| Plaats  | Naam                 | Ploeg                              | tijd     |
| ------- | -------------------- | ---------------------------------- | -------- |
| Winnaar | Sonny Colbrelli      | Bahrain-Victorious                 | 6u01'57" |
| 2       | Florian Vermeersch   | Lotto Soudal                       | z.t.     |
| 3       | Mathieu van der Poel | Alpecin-Fenix                      | z.t.     |
| 4       | Gianni Moscon        | INEOS Grenadiers                   | + 44"    |
| 5       | Yves Lampaert        | Deceuninck–Quick-Step              | + 1'16"  |
| 6       | Christophe Laporte   | Cofidis                            | z.t.     |
| 7       | Wout van Aert        | Team Jumbo-Visma                   | z.t.     |
| 8       | Tom Van Asbroeck     | Israel Start-Up Nation             | z.t.     |
| 9       | Guillaume Boivin     | Israel Start-Up Nation             | z.t.     |
| 10      | Heinrich Haussler    | Bahrain-Victorious                 | z.t.     |
| 11      | Jonas Rutsch         | EF Education-Nippo                 | z.t.     |
| 12      | Max Walscheid        | Team Qhubeka NextHash              | + 3'17"  |
| 13      | Anthony Turgis       | TotalEnergies                      | z.t.     |
| 14      | Alexander Kristoff   | UAE Team Emirates                  | + 4'40"  |
| 15      | Gianni Vermeersch    | Alpecin-Fenix                      | z.t.     |
| 16      | Sebastian Langeveld  | EF Education-Nippo                 | + 4'45"  |
| 17      | Marco Haller         | Bahrain-Victorious                 | + 6'21"  |
| 18      | Amaury Capiot        | Arkéa Samsic                       | z.t.     |
| 19      | Baptiste Planckaert  | Intermarché-Wanty-Gobert Matériaux | z.t.     |
| 20      | Luca Mozzato         | B&B Hotels p/b KTM                 | z.t.     |

## Vrouwen
De eerste vrouweneditie van Parijs-Roubaix werd verreden op zaterdag 2 oktober 2021, een dag voor de mannenwedstrijd. De eerste editie voor vrouwen werd aangekondigd halverwege 2020, toen de voorjaarsklassiekers vanwege de coronapandemie werden uitgesteld tot het najaar. Enkele weken voor de geplande datum van 25 oktober 2020 werd de wedstrijd alsnog afgelast. Ook de voorjaarseditie van 11 april 2021 kon niet doorgaan en werd uitgesteld naar 2 oktober.
Deze eerste editie werd gewonnen door de Britse Lizzie Deignan (de eerste Britse overwinning ooit in Parijs-Roubaix), die werd verreden over spekgladde kasseien door de regen en de modder.

### Parcours

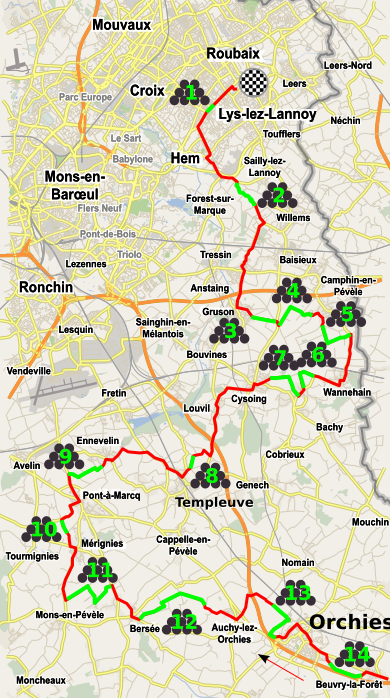
Laatste kasseistroken tot Roubaix.

Het parcours voor de vrouwen startte in Denain en telde 116,4 kilometer met 17 kasseistroken. Dit waren dezelfde als de laatste 17 voor de mannen, wat inhield dat met name het Bos van Wallers-Arenberg ontbrak.
| Sector | Kilometer | Naam                                | Lengte (km) | Zwaarte |
| ------ | --------- | ----------------------------------- | ----------- | ------- |
| 17     | 34,6      | Hornaing naar Wandignies            | 3,7         | 4       |
| 16     | 42,1      | Warlaing naar Brillon               | 2,4         | 3       |
| 15     | 45,6      | Tilloy naar Sars-et-Rosières        | 2,4         | 4       |
| 14     | 51,9      | Beuvry-la-Forêt naar Orchies        | 1,4         | 3       |
| 13     | 56,9      | Orchies                             | 1,7         | 3       |
| 12     | 63        | Auchy-lez-Orchies naar Bersée       | 2,7         | 4       |
| 11     | 68,5      | Mons-en-Pévèle                      | 3,0         | 5       |
| 10     | 74,5      | Mérignies naar Avelin               | 0,7         | 2       |
| 9      | 77,9      | Pont-Thibaut naar Ennevelin         | 1,4         | 3       |
| 8      | 83,8      | Templeuve naar L'Epinette           | 0,2         | 1       |
| 8bis   | 84,0      | Templeuve (Moulin-de-Vertain)       | 0,5         | 2       |
| 7      | 90,2      | Cysoing naar Bourghelles            | 1,3         | 3       |
| 6      | 92,7      | Bourghelles naar Wannehain          | 1,1         | 3       |
| 5      | 97,2      | Camphin-en-Pévèle                   | 1,8         | 4       |
| 4      | 99,9      | Carrefour de l'Arbre                | 2,1         | 5       |
| 3      | 102,2     | Gruson                              | 1,1         | 2       |
| 2      | 108,9     | Willems naar Hem                    | 1,4         | 3       |
| 1      | 115,7     | Roubaix (Espace Charles Crupelandt) | 0,3         | 1       |

### Deelnemende ploegen

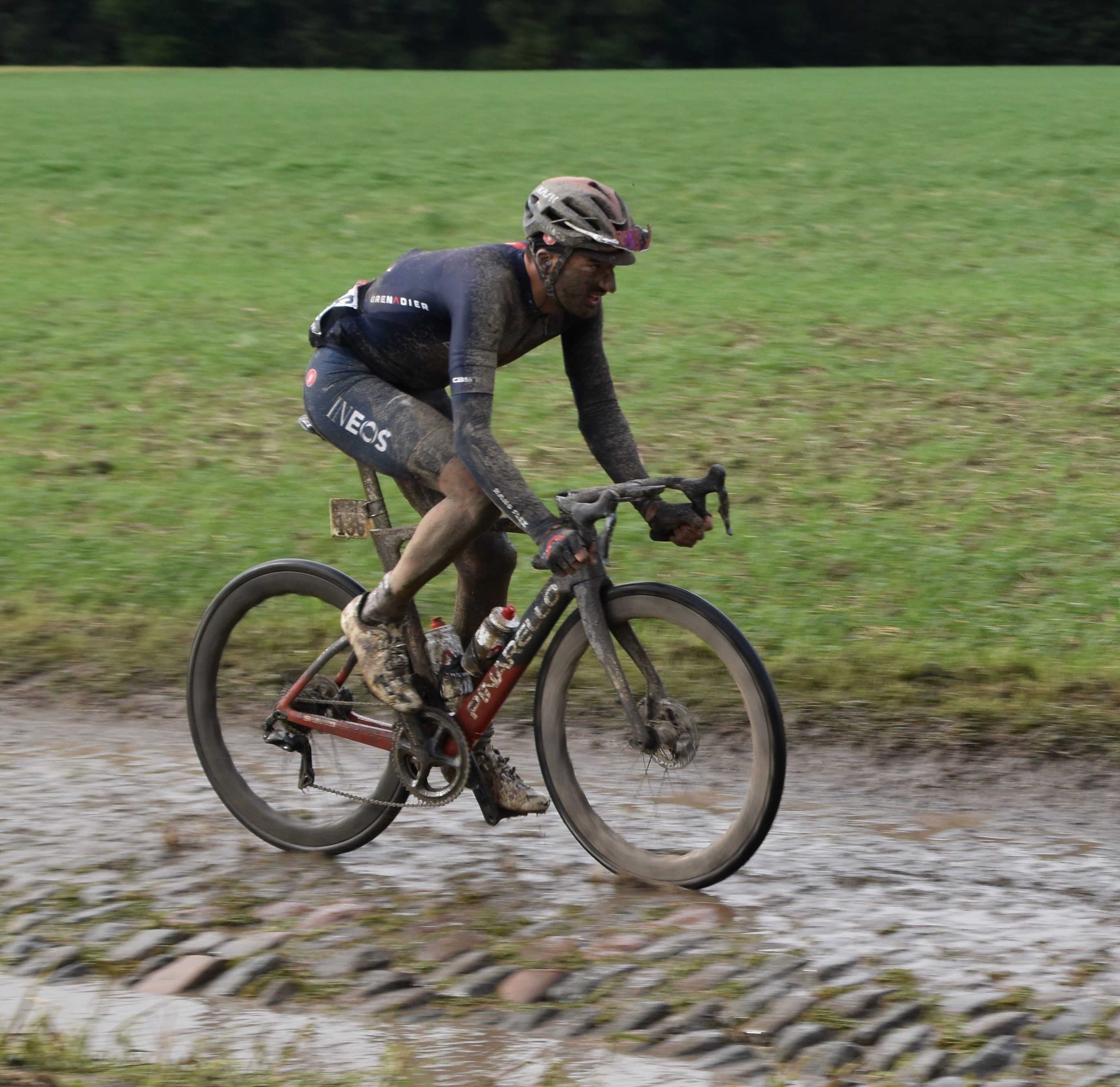
Koploper Gianni Moscon

Alle negen World-Tourploegen namen deel, aangevuld met 13 continentale ploegen, waaronder de Belgische ploegen Lotto Soudal Ladies en Doltcini-Van Eyck Sport en de Nederlandse ploegen Jumbo-Visma, Parkhotel Valkenburg en NXTG Racing. Namens deze laatste ploeg ging ook Britt Knaven van start, de dochter van Servais Knaven, die 20 jaar eerder de vorige natte editie wist te winnen. Aanvankelijk stonden ook A.R. Monex, Cogeas-Mettler en Plantur-Pura op de startlijst voor de editie in het voorjaar, maar vanwege de verplaatsing naar het najaar moest Plantur-Pura afzeggen, omdat het team bestaat uit veldrijdsters en het veldritseizoen reeds begonnen is. In plaats daarvan kreeg BePink een uitnodiging.
Onder de favorieten worden onder andere Ellen van Dijk, Chantal van den Broek-Blaak, Marianne Vos, Lotte Kopecky en Jolien D'hoore gerekend. Voor D'hoore was dit tevens haar laatste koers.
| World-Tourteams                    | UCI-teams               | UCI-teams                         |
| ---------------------------------- | ----------------------- | --------------------------------- |
| Alé BTC Ljubljana                  | Arkéa                   | Lotto Soudal Ladies               |
| BikeExchange                       | BePink                  | NXTG Racing                       |
| Canyon-SRAM                        | Ceratizit-WNT           | Parkhotel Valkenburg              |
| DSM                                | Coop-Hitec Products     | Stade Rochelais Charente-Maritime |
| FDJ Nouvelle-Aquitaine Futuroscope | Doltcini-Van Eyck Sport | Team Tibco                        |
| Liv Racing                         | Drops-Le Col            | Valcar-Travel & Service           |
| Movistar                           | Jumbo-Visma             |                                   |
| SD Worx                            |                         |                                   |
| Trek-Segafredo                     |                         |                                   |

### Koersverloop
Al op de eerste kasseienstrook op 82 kilometer voor de finish demarreerde Lizzie Deignan. De achtervolgende groep werd regelmatig uitgedund op de kasseistroken door valpartijen en mechanische pech, maar op de tussenstukken smolten telkens kleine groepjes weer samen. Onder de slachtoffers waren: Annemiek van Vleuten (gebroken schaambeen en schouder), Europees kampioene Ellen van Dijk (duizelig na val op het hoofd) en Vittoria Guazzini (gebroken enkel). Deignan bleef uit de problemen en bouwde haar voorsprong gestaag uit naar 2,5 minuut. Op Carrefour de l'Arbre versnelde Marianne Vos en zij ging solo in de achtervolging. Achter haar probeerde Deignans ploeggenote Elisa Longo Borghini het gat met Vos te dichten, maar de drie vrouwen kwamen uiteindelijk een voor een over de finish in Roubaix. Deignan had op de velodrome nog ruim een minuut voorsprong op Vos en werd zo de eerste vrouw die de koningin der klassiekers op haar naam wist te schrijven.

### Uitslag
| Plaats  | Naam                        | Ploeg                              | tijd     |
| ------- | --------------------------- | ---------------------------------- | -------- |
| Winnaar | Elizabeth Deignan           | Trek-Segafredo                     | 2u56'07" |
| 2       | Marianne Vos                | Team Jumbo-Visma                   | + 1'17"  |
| 3       | Elisa Longo Borghini        | Trek-Segafredo                     | + 1'47"  |
| 4       | Lisa Brennauer              | Ceratizit-WNT                      | + 1'51"  |
| 5       | Marta Bastianelli           | Alé BTC Ljubljana                  | + 2'10"  |
| 6       | Emma Norsgaard              | Movistar Team                      | z.t.     |
| 7       | Franziska Koch              | Team DSM                           | z.t.     |
| 8       | Audrey Cordon-Ragot         | Trek-Segafredo                     | z.t.     |
| 9       | Marta Cavalli               | FDJ Nouvelle-Aquitaine Futuroscope | z.t.     |
| 10      | Chantal van der Broek-Blaak | SD Worx                            | z.t.     |
| 11      | Christine Majerus           | SD Worx                            | 3'03"    |
| 12      | Leah Thomas                 | Movistar Team                      | z.t.     |
| 13      | Marjolein van 't Geloof     | Drops-Le Col supported by Tempur   | z.t.     |
| 14      | Amy Pieters                 | SD Worx                            | + 4'26"  |
| 15      | Lotte Kopecky               | Liv Racing                         | + 4'33"  |
| 16      | Cecilie Uttrup Ludwig       | FDJ Nouvelle-Aquitaine Futuroscope | z.t.     |
| 17      | Teuntje Beekhuis            | Team Jumbo-Visma                   | + 4'36"  |
| 18      | Romy Kasper                 | Team Jumbo-Visma                   | + 4'41"  |
| 19      | Maria Martins               | Drops-Le Col supported by Tempur   | + 5'55"  |
| 20      | Lucie Jounier               | Team Arkéa                         | z.t.     |